# Berks
Berks è un videogioco pubblicato nel 1985 per Commodore 16 dalla CRL Group. È uno sparatutto a schermata fissa multidirezionale con avversari robotici, vagamente simile a Berzerk.
Fu annunciato anche per ZX Spectrum, ma non uscirono mai altre versioni.
Berks diede inizio a una serie di quattro titoli per Commodore 16 usciti in rapida successione: fu seguito da Major Blink, Berks 3 e Baby Berks.

## Modalità di gioco
Il gioco si svolge in una serie di 32 livelli a schermata fissa, che rappresentano arene rettangolari con alcune pareti interne di forma variabile. La difficoltà è crescente, ma la sequenza con cui si presentano le forme dei livelli è casuale a ogni partita.
Il giocatore pilota un veicolo chiamato Terror Tank, che può muoversi e sparare raggi in tutte le 8 direzioni, ma non può muoversi e sparare contemporaneamente. In movimento ha l'aspetto di un quadratino, quando si ferma si apre diventando leggermente più grande e assumendo una forma a X.
Lo scopo di ogni livello è distruggere un certo numero di robot umanoidi chiamati Berk, che vagano senza meta per l'arena. Ne sono presenti al massimo quattro alla volta, e man mano che si distruggono ne entrano in gioco altri dagli angoli dell'arena. Il numero totale di Berk rimasti è indicato a video.
Oltre ai Berk è presente una quantità fissa di Droni, robot di aspetto rombico che inseguono lentamente il Terror Tank e non si possono distruggere, ma solo immobilizzare momentaneamente sparandogli. I Droni si muovono ciecamente verso il giocatore e in alcuni livelli è possibile attirarli e intrappolarli dietro le pareti.
Si perde una vita se si tocca un Berk o un Drone. I Berk colpiti non si disintegrano subito, ma lampeggiano per qualche istante, e sebbene si fermino, restano ancora letali finché non spariscono del tutto. Altre vite si possono vincere accumulando il punteggio. Si perde invece direttamente la partita se si esaurisce la barra dell'energia, che si consuma progressivamente col tempo e si ricarica solo terminando un livello.
Prima di iniziare la partita si può scegliere tra cinque livelli di difficoltà generale.

## Sviluppo
Berks venne sviluppato dal programmatore britannico Jon Williams, allora trentasettenne e noto soprattutto come autore di Jet-Boot Jack. Sebbene formatosi inizialmente con il computer Commodore PET, Williams preferì passare all'Atari 8-bit, sistema per il quale sviluppò il suo primo software commerciale (l'utilità ACE - Atari Cassette Enhancer) e Jet-Boot Jack. Secondo Williams, Berks fu programmato in quattro settimane di lavoro intenso, le prime due delle quali passate a impratichirsi con il nuovo Commodore 16 e a sviluppare un programma di interfaccia per trasferire il software dall'Atari al C16.
Williams dichiarò che il nome Berks è il risultato di conversazioni telefoniche dove si scambiavano idee tra lui e Ian Ellery, artista e inventore di titoli della CRL Group, ma non diede ulteriori spiegazioni. Letteralmente è un termine britannico antiquato che significa "idioti".

## Accoglienza
Berks uscì quando il Commodore 16 era stato commercializzato da meno di un anno e c'era ancora poca disponibilità di buon software, ma una prima grande quantità di videogiochi stava finalmente arrivando sul mercato.
Fu molto apprezzato a suo tempo dalle riviste Videogiochi e Your Commodore, mentre Commodore User lo giudicò nella media. Nel 1988 Zzap!, recensendo una raccolta, lo trovava noioso, mentre non aveva lamentele sui suoi primi due seguiti.

## Serie
Nello stesso anno uscirono quattro giochi simili della serie Berks, tutti creati da Jon Williams per Commodore 16 e pubblicati dalla CRL Group. Williams realizzò poi un seguito non commerciale oltre trent'anni dopo.
- Berks (1985)
- Major Blink (1985)
- Berks 3 (1985) convertito anche per Amstrad CPC
- Baby Berks (1985) convertito anche per Atari 8-bit nel 2018
- Berks Four (2019) sviluppato inizialmente per Atari 8-bit[11][12] e poi convertito per Commodore Plus/4[13][14] e Commodore 64[15]

Uscirono le seguenti raccolte ufficiali per Commodore 16:
- Berks Trilogy (CRL, 1986) contenente i primi tre giochi[16]
- 10 Computer Hits 4 (Beau Jolly, 1987) contenente i primi tre giochi e altri 9 titoli non correlati[8][17]